# FM-1
La FM-1 fue una granada de mano desarrollada por la Fabricaciones Militares de Argentina en 1945, de cuerpo cilíndrico, sirvió desde el año 1945 hasta poco antes de 1970.

## Diseño
Estaba basada en las granadas de mano inglesas Mills. La diferencia notoria con esta, aunque el principio de funcionamiento era el mismo, es que la británica estaba construida con hierro fundido, mientras que la FM-1 con una aleación de acero al carbono y estaño, un material muy parecido a la hojalata.
Poseía una carga explosiva de 200 gramos de trinitrotolueno (TNT) y un peso total de 320 gramos aproximadamente. En su configuración la palanca retiene el martillo que a su vez comprime el resorte, debajo de la guía tubular del martillo se encuentra la cápsula iniciadora unida al cordón de retardo y alojado a su costado el multiplicador o detonador luego suelta la palanca esta libera el percutor golpea la cápsula iniciadora, ésta enciende la mecha de retardo y pasados los cuatro segundos el multiplicador hace detonar la carga principal de TNT.

## Versiones
Las Ofensivas carecían de metralla y fragmentación del cuerpo, el daño que causaba era principalmente por los materiales que la rodeaban al momento de explotar y por la onda expansiva causada por esta.
Las Defensivas poseían una buena cantidad de metralla, con una onda expansiva no muy elevada, esencial para herir a más de 2 personas en caso de emergencia.
Las de Instrucción servían principalmente para simular combate con granadas y enseñar el uso de estas.
En sus últimas versiones antes de ser dada de baja a mediados de 1965 y de dejar de ser producida en 1970, incluía un corte en su cabeza para aliviar los gases al percutir el cebo iniciador.
Fue reemplazada debido su inestabilidad y alto riesgo de detonación. Su sucesora fue la FLB FMK-1, de la que seguirían un par de evoluciones más hasta llegar a la actual granada de mano usada por el Ejército Argentino, la GME FMK-2 Mod. 0, producida autóctonamente.